# Île Pantelleria
Pour la commune, voir Pantelleria.
L'île Pantelleria (Pantalarée en français, Pantiḍḍirìa en sicilien)  est une île italienne proche de la Tunisie, d'une superficie de 83 km2. Elle se situe au centre du canal de Sicile, entre la Sicile et la Tunisie et constitue administrativement la commune de Pantelleria, dépendant de la province de Trapani.

## Géologie

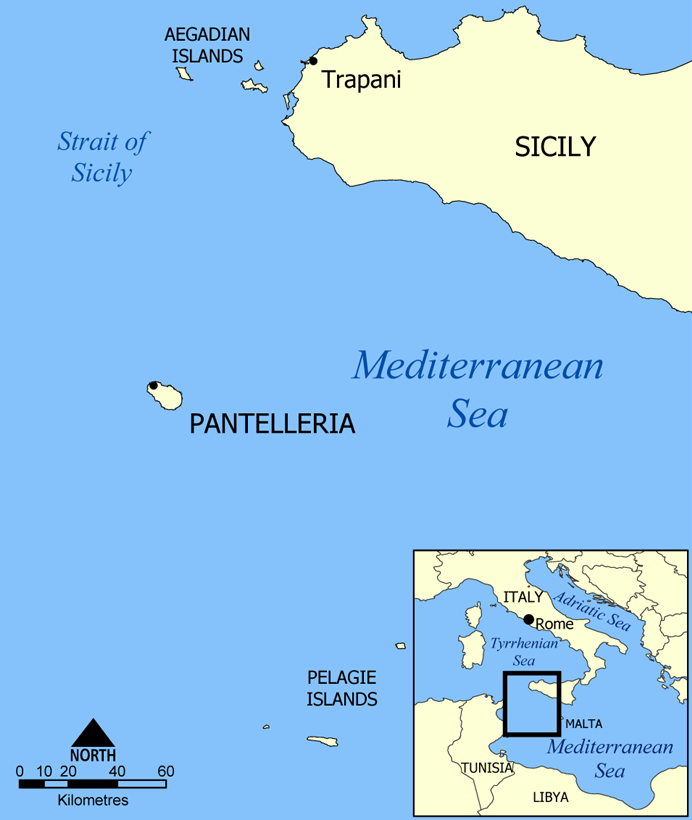
Carte de localisation de l'île de Pantelerria.

L'île est constituée de la partie émergée d'un complexe volcanique, faisant partie d'un rift continental sous-marin. Les dernières éruptions aériennes datent de moins de 10 000 ans, au nord-ouest de l'île (Mursia). Au XIXe siècle se sont produites des éruptions sous-marines.
Le volcanisme fut de type hyper-alcalin, avec des éruptions explosives, et avec des coulées de lave.

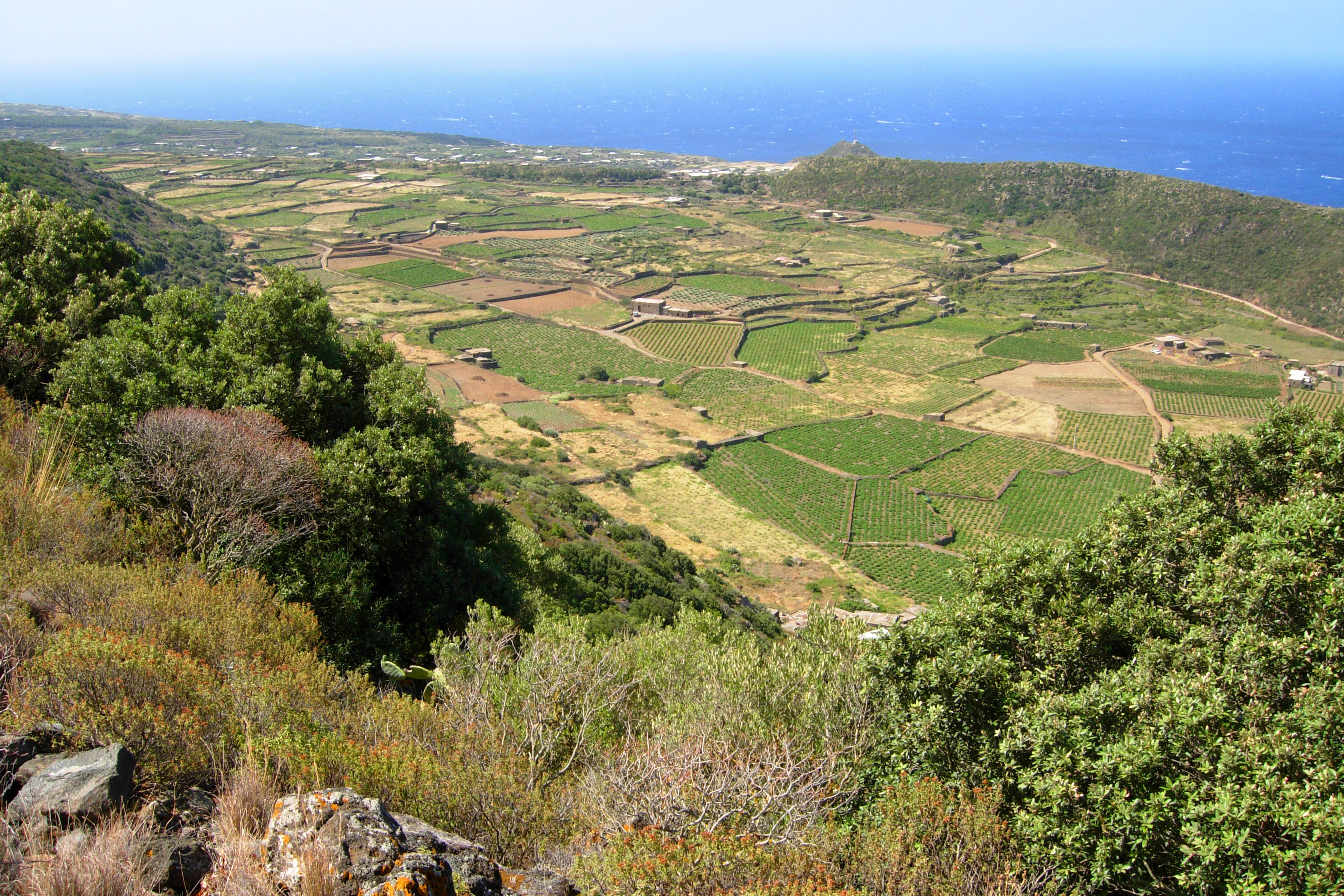
Paysage typique de Pantelleria.

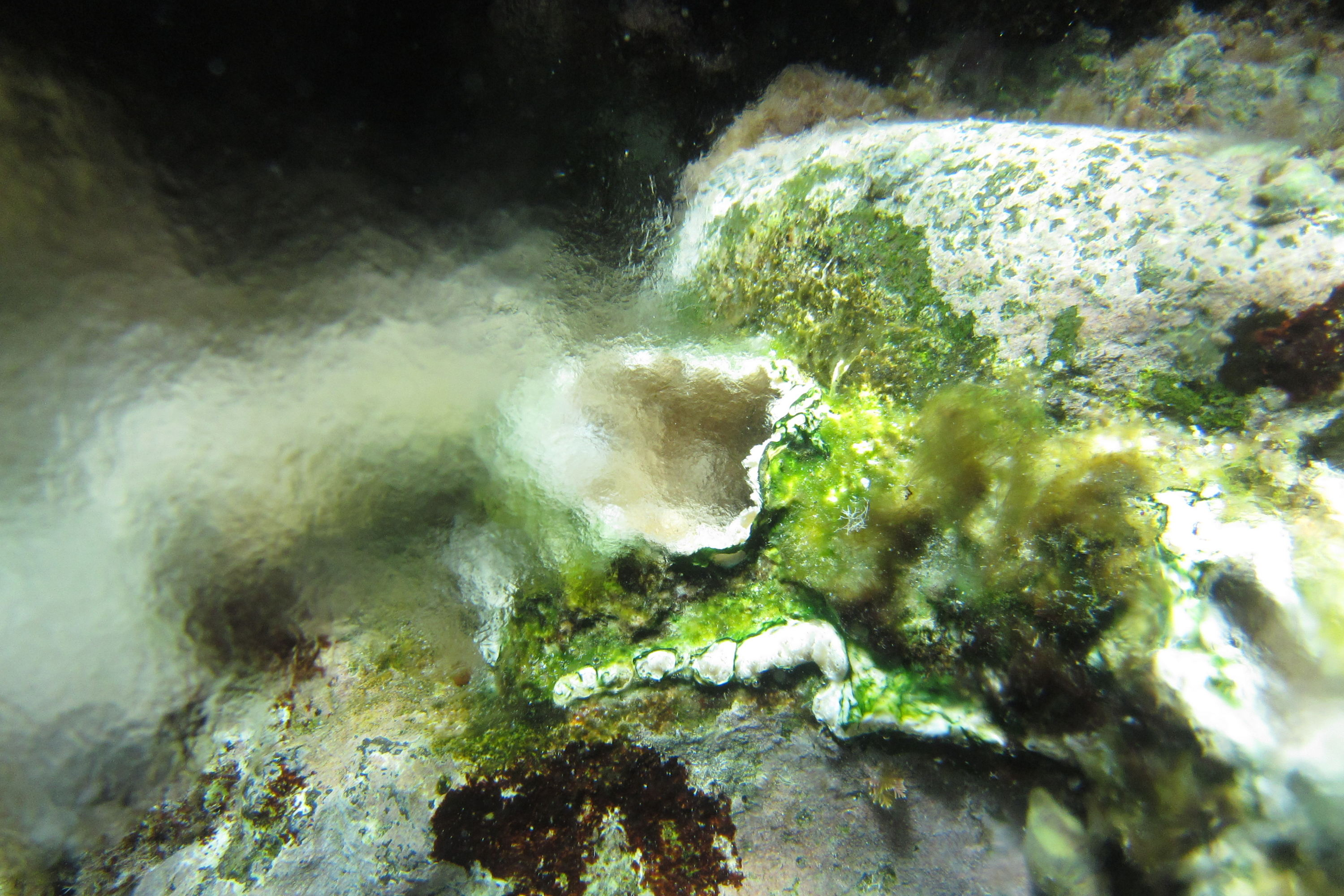
Source sous-marine d'eau chaude à Nika.

## Géographie
Située à 72 km du ras El Melah (péninsule du Cap Bon), en Tunisie, et à 101 km de la plage de Puzziteddu (environs du capo Granitola), en Sicile, elle se caractérise par un paysage singulier constitué de roches volcaniques parsemées de figuiers de Barbarie et par des vents omniprésents. Le point culminant de l'île est la Montagna Grande qui atteint les 836 mètres d'altitude. Ce paysage a fortement influencé ses habitants pour leurs constructions. C'est ainsi que l'on retrouve de nombreux murs de pierres destinés à la fois à contenir le terrain cultivable et à délimiter les propriétés entre elles. De même le dammuso, habitation typique, est une petite maison de pierres volcaniques. Sa forme cubique spécifique lui permet de conserver une température fraîche à l'intérieur, mais aussi de recueillir l'eau de pluie si précieuse pour l'agriculture. L'activité volcanique de l'île, bien que faible, est tout de même à l'origine de vapeurs et parfois de geysers.

## Histoire
Le sol volcanique de l’île attira le peuple des Sesi ou Sesioti, venu extraire l’obsidienne vers l’an 5000 avant notre ère. Sur la côte ouest, autour du hameau de Murcia, on voit les restes d’un ancien rempart, datant du bronze ancien (1800-1500 avant notre ère). La céramique ancienne vient de Grèce, d’Égypte, de Palestine, du Liban, d’Ougarit (Syrie). Dans l’Antiquité, pour les Grecs, l’île, pourvue d’eau et donc précieuse escale, est la « toute fin des errances », en grec ancien : Παν'τελ'αιρείας, Pan’tel’erías. Le véritable essor de l’île de Pantelleria sera permis grâce à l'arrivée des Phéniciens, aux alentours de 700 av. J.-C., qui bâtissent notamment de nombreuses fortifications.
En raison de sa position géographique stratégique, Pantelleria sera très disputée durant les guerres puniques, suivies d’un millénaire d’alternance entre les pirates et l’administration maritime romano-byzantine. Au Ve siècle, l’île, alors christianisée, exporte des ustensiles de cuisine (artefacts pantesques ou pantelleriotes). En 551, des moines basiliens originaires de Palestine fondent le sanctuaire de Maria Santissima della Margana et la madone de la Margana devient la patronne de l’île. L’icône byzantine à son image qui y est vénérée aurait été peinte en 857.
Comme pour la Sicile, les autres îles Pélages et Malte, Pantelleria subit tour à tour les dominations vandale, romaine d’Orient (comme dépendance de l’exarchat de Carthage), arabe, normande ou espagnole qui influencèrent la culture, l’économie et la vie de l’île. Sous l’effet des razzia musulmanes, l’île se vide, ceux de ses habitants qui n’avaient pas pu s’enfuir étant emmenés en esclavage ; en 800, le puissant monastère byzantin de Saint-Jean est détruit lors de la conquête arabe de l’île. Les Arabes sont aussi à l’origine du dammuso, l'abri circulaire en pierres typique de l’île, et ils transformèrent le nom de l’île en Bent El Riah, la « fille des vents » en arabe : بنت الرياح.
Sous le règne de l'empereur Frédéric II, l'île quoique sicilienne, est administrée par un cadi musulman.
L’île, fortifiée par les Italiens lors de la Seconde Guerre mondiale, fut prise en juin 1943, après un intense bombardement, par les Alliés lors de l’opération Corkscrew et elle joua un rôle prépondérant dans l’opération Husky (débarquement en Sicile).

## Économie
L'agriculture et le tourisme sont les principales activités d'une île qui a conservé un aspect sauvage, épargné par l'industrialisation.
Pantelleria est notamment réputée pour sa production de câpres et de vin (Passito et Moscato). L'activité touristique, quant à elle, comprend une clientèle venue chercher la bienfaisance des saunas naturels de l'île appelés Bagno asciutto (Bain sec). L'activité volcanique émet en effet des vapeurs qui, à l'intérieur des grottes, reproduisent les effets du sauna.
Ces dernières années, la rusticité de Pantelleria a attiré une clientèle haut de gamme. Des personnalités de la musique et du cinéma y effectuent des séjours réguliers. C'est le cas de Madonna, de Sting mais également de Giorgio Armani qui y possède une villa ou de Carole Bouquet et Gérard Depardieu qui sont même devenus propriétaires de terres vinicoles. Après leur séparation en 2005, Carole Bouquet a créé son propre chai et produit 14 000 bouteilles de 50 cl par an de Moscato passito avec son équipe,.